# Le Train d'amour
Pour plus de détails, voir Fiche technique et Distribution.
Le Train d'amour est un film français réalisé par Pierre Weill, sorti en 1936.

## Fiche technique
- Titre : Le Train d'amour
- Réalisation : Pierre Weill
- Scénario et dialogues : René Pujol
- Photographie : Georges Million
- Son : Jacques Hawadier
- Production : Productions René Bianco
- Format :  Noir et blanc - 35 mm - Son mono
- Pays d'origine :  France
- Genre : Comédie
- Durée : 75 minutes
- Date de sortie : France - 9 octobre 1936

## Distribution
- Nino Constantini
- Colette Darfeuil
- Georgius
- Pierre Juvenet
- Jim Gérald
- Vanda Gréville
- Yvonne Rozille
- René Navarre
- Nane Germon
- Joë Hamman
- Marthe Sarbel
- Alice Tissot